# Strömnäs, Lappland
Strömnäs är en by belägen på den södra sidan av sjön Malgomaj i Vilhelmina kommun i södra Lappland. 

## Byns grundande
Byn grundades 1781 av Jonas och Brita Dahlström. Han hade arbetat som skomakare i Bredbyn i Anundsjö socken i Ångermanland. Efter att hans hustru dött kunde han inte längre trivas i byn, utan färdades våren 1779 med sin drygt ettåriga dotter Sara Greta efter Ångermanälven upp till Åsele i södra Lappland. Längre upp efter Ångermanälven var det mycket glest bebyggt. Här fanns samernas bosättningar, som ofta var obebodda periodvis på grund av renarnas flyttningar, samt några enstaka nybyggen. I Åsele stannade Dahlström under vintern och träffade då sin blivande hustru. De blev ett par, och hon tog nu ensam hand om hans dotter från tidig vårvinter fram till senhösten, medan han letade efter en plats där de kunde grunda ett nybygge. Dahlström färdades vidare längs Ångermanälven, förbi Volgsjön och fann till slut en lämplig plats på en halvö i sjön Malgomaj. Där fanns utmärkt jord, kambrosilurisk moränlera, och berggrunden innehöll ortoceratitkalksten. På näset hade samen Tur Mickelsson med familj vår- och höstviste. Dahlström kom överens med honom om att vårda deras viste under den tid de var på annat håll med renhjorden mot att han fick en slaktren varje år. Dahlström började nu röja mark och byggde ett hus, så att han tillsammans med hustrun och barnet kunde flytta in där följande vår. Dahlström kontaktade landshövdingeämbetet i Umeå för att få nybygget insynat och godkänt. I maj månad 1781 kom insyningsmännen och granskade nybygget och den 1 juni samma år blev Strömnäs det första godkända nybygget vid sjön Malgomaj. Under följande år kom makarna Dahlström att röja mark för bete och åker samt byggde ladugård, kolmilor och tjärdalar, smedja och vattenkvarn. Efter några år föddes ett gemensamt barn som döptes till Brita efter modern. De två döttrarna kom att tillsammans med sina män skapa nya gårdar i byn. Bland annat denna berättelse ligger till grund för de första delarna i Nybyggarland

## Infrastrukturens utbyggnad
I början av 1900-talet skedde en kraftig utbyggnad av infrastrukturen i Sverige i form av järnväg, landsväg, ångbåtstrafik, telefon och elektricitet. I södra Lappland hade man sommartid fram till slutet av 1800-talet varit hänvisade till stigar samt vattenvägar på sjöar och större vattendrag. Vintertid var det enklare att kunna transportera större lass på is och snö. I slutet av 1800-talet var man tvungen att färdas främst med roddbåt från byarna vid Malgomaj till Vilhelmina; först längs Malgomaj, därefter över Maksjön, Varrissjön och Volgsjön fram till Vilhelmina. År 1892 kom den första ångbåtstrafiken igång vilken startades av bröderna Lundberg. Det handlade om tre mindre båtar. Den första lade ut från Vilhelmina och färdades fram till översta delen av Volgsjön. Därefter fick passagerare promenera till Varrissjön, till en relativt liten grundgående båt som klarade sträckningen över Varrissjön och Maksjön. Därefter blev det en promenad till Malgomaj och den tredje båten, den större ångbåten Malgomaj I. För att kunna förbättra trafiken inleddes ett kanalbygge mellan 1903 och 1907, från Malgomaj via Maksjön och Varrissjön fram till Holmselehamn på Storholmen. När den kanalen stod klar kunde en större ångbåt, Malgomaj II med plats för 97 passagerare starta trafiken. År 1914 stod landsvägen klar mellan Vilhelmina och Holmselehamn, så då kunde man åka med häst och vagn fram till Holmselehamns ångbåtsbrygga. Malgomaj II trafikerade sträckan Holmselehamn, Malgonäs, Malgovik, Laxbäcken, Skansholm, Rönnäs, Strömnäs, Lövnäs, Skönvik och Stalon fram till 1933.. 
Järnvägstrafiken i form av Inlandsbanan kunde öppnas för trafik i februari år 1918 mellan Östersund och Vilhelmina . År 1923 hade ett stickspår byggts mellan Lövliden station, någon mil norr om Vilhelmina, fram till Holmsele på Storholmen och vidare fram till Holmselehamn. Här kunde pråmar lägga till som kunde lasta om timmer, kalkbruk mm till järnvägsvagnar för vidare transport. Den 1 juni 1924 startade persontrafik på sträckan Lövlidens station, Holmsele station och till Holmselehamns station. Nu kunde man boka resor från alla Sveriges järnvägsstationer fram till Holmselehamn och därifrån åka ångbåt vidare upp till Stalon. I och med detta började turisttrafiken efter Malgomaj. Det återstod emellertid en hel del strapatser innan man kunde komma upp till Saxnäs och Marsfjällen.
År 1870 färdigställdes landsvägen mellan Östersund och Vilhelmina och tio år senare stod vägen klar mellan Umeå och Vilhelmina. Först 1926 kom landsvägen fram till Strömnäs och elva år senare till Saxnäs vid Kultsjön. Ångbåtstrafiken fick alltmer konkurrens av vägtrafiken, inte minst sedan postens diligenstrafik började trafikera sträckan, vilket ledde till att ångbåtstrafiken upphörde.
En telefonkabel drogs upp till södra Lappland i slutet av 1800-talet, och redan 1899 hade Vilhelmina 12 abonnenter anslutna. Från Vilhelmina drogs ledningarna längs Ångermanälven fram till Strömnäs, där Malgomajs telefonväxel byggdes.

## Byn fram till mitten av 1900-talet
Strömnäs växte stadigt i antal och hade i mitten av 1900-talet ett par hundra invånare. Där fanns sågverk, snickeri, smedja, ett tjugotal lantbruk, Malgomaj postkontor, Malgomaj telefonväxel, ett dagbrott med utvinning av kalksten, Malgomaj Eldistribution, skola upp till klass sju samt fem affärer. Många i byn arbetade inom skogsbruk och flottning.  
Kalkbrottet drevs under första hälften av 1900-talet som ett dagbrott. Ett par familjer var sysselsatta med att bryta kalksten och tillverka kalkbruk. Bruket skeppades med pråm på Malgomaj fram till Holmselehamn på Storholmen där den lastades om till järnväg.
Byn var även centrum för Malgomajs barnmorskedistrikt, som från slutet av 1800-talet och en bit in på 1900-talet omfattade byarna Rönnäs, Granhöjden, Strömnäs, Granliden, Lövnäs, Kroksjö och Fjällboberg. Den legendariska barnmorskan Ida Blomquist hade sitt hem i Strömnäs, och fick rycka ut därifrån till bostäder som kunde ligga upp emot två mil bort. Hon färdades med sin utrustning på cykel under sommaren och sparkstötting på vintern. I dessa byar fanns många barnrika familjer, så det var åtskilliga kvinnor som hade förlösts av Ida Blomquist.
Mellan 1955 och 1965 var byn som störst. Vid den tiden upphörde flottningen och skogsbruket började mekaniseras allt mer vilket ledde till att många arbetstillfällen försvann. Lönsamheten inom jordbruket blev allt sämre, så det ena jordbruket efter det andra upphörde. Redan i slutet av 1950-talet lade den första affären ned och den sista försvann på 1990-talet. Samma årtionde försvann även sågverket, medan skolan fanns kvar till en bit in på 2000-talet. 
Fortfarande hålls markerna öppna i byn, men de flesta som arbetar här pendlar in till Vilhelmina eller ännu längre bort. Invånarantalet har sjunkit till cirka 20 men har legat rätt stilla de senaste åren.